# 滝川具章
滝川 具章（たきがわ ともあきら）は、江戸時代の旗本。村上源氏北畠庶流滝川家（常陸片野藩主滝川雄利の子孫）分家初代当主。通称は三郎四郎、官位は従五位下、相模守、備中守、丹後守、山城守。

## 生涯
寛永21年（1644年）、旗本滝川利貞の三男として生まれた。母は旧片野藩主滝川正利の娘。万治3年（1660年）、初めて徳川家綱に御目見した。寛文3年（1663年）、譜代大名・旗本の庶子120人が召しだされて書院番に入番したうちに選ばれて番士となり、寛文5年（1665年）に廩米300俵を与えられた。
寛文10年（1670年）、中奥番を経て奥小姓に登用され、200俵加増の上従五位下相模守に叙せられた。延宝5年（1677年）に500俵を加増されたが、延宝8年（1680年）に家綱が死去したのに伴って小姓を辞職し、寄合に列した。
元禄5年（1692年）、目付に任命されて復職。元禄9年（1696年）、京都町奉行に昇進、近江国滋賀郡内に500石を加増された。元禄10年（1697年）、廩米1000俵に替えて滋賀郡と蒲生郡のうちに高1000石の知行を与えられ、都合近江国内1500石を領する。
ところが元禄15年（1702年）10月、江戸に召還の上、能力不足として京都町奉行を免職され、小普請入りを命ぜられた。
正徳2年（1712年）死去、享年69。

## 系譜
- 父：滝川利貞
- 母：滝川正利の娘
- 正室：酒井忠勝（出羽庄内藩主）の娘 – 初め松平忠利（旗本五井松平家嫡子）室。夫の早逝後、具章に再嫁。
  - 長男：滝川利忠（? - 1701） – 父に先立って死去。
- 側室：家女
  - 次男：滝川平利（1688 - 1723） – 遺領のうち1200石を継ぐ。
  - 長女：稲生正武室
  - 三男：滝川邦房（? - 1728） – 遺領の分与を受けて300石を継ぐ。
  - 次女：安藤信賁室
  - 四男：滝川具英（1696 - 1757） – 平利の養子。

分家邦房の婿養子利行が所領300石を返上して具英の所領1200石を継ぎ、子孫は1200石の中級旗本として幕末まで続いた。鳥羽・伏見の戦いの戦端を開いた大目付・滝川具挙はこの家の幕末の当主である。